# Liste der Kulturgüter in Greifensee
Die Liste der Kulturgüter in Greifensee enthält alle Objekte in der Gemeinde Greifensee im Kanton Zürich, die gemäss der Haager Konvention zum Schutz von Kulturgut bei bewaffneten Konflikten, dem Bundesgesetz vom 20. Juni 2014 über den Schutz der Kulturgüter bei bewaffneten Konflikten sowie der Verordnung vom 29. Oktober 2014 über den Schutz der Kulturgüter bei bewaffneten Konflikten unter Schutz stehen.
Objekte der Kategorien A und B sind vollständig in der Liste enthalten, Objekte der Kategorie C fehlen zurzeit (Stand: 1. Januar 2023). Unter übrige Baudenkmäler sind weitere geschützte Objekte zu finden, die im Verzeichnis der Objekte von überkommunaler Bedeutung der kantonalen Denkmalpflege zu finden und nicht bereits in der Liste der Kulturgüter enthalten sind.

## Kulturgüter
| Foto |                                                                             | Objekt                                                                      | Kat. | Typ | Standort                      | Beschreibung                                                        |
| ---- | --------------------------------------------------------------------------- | --------------------------------------------------------------------------- | ---- | --- | ----------------------------- | ------------------------------------------------------------------- |
| ja   | Datei hochladen · Wikidata zu Reformierte Kirche (Q1412254)                 | Reformierte Kirche KGS-Nr.: 07473                                           | A    | G   | Im Städtli 1 693537 / 246747  |                                                                     |
| ja   | Datei hochladen · Wikidata zu Schloss Greifensee (Q2241278)                 | Schloss Greifensee KGS-Nr.: 07474                                           | A    | G   | Im Städtli 24 693437 / 246759 |                                                                     |
| ja   | Datei hochladen · Wikidata zu Greifensee-Storen-Wildsberg (Q14545501)       | Storen-Wildsberg, neolithische Seeufersiedlungen KGS-Nr.: 09709             | A    | F   | 693855 / 246277               | Teil des UNESCO-Welterbes «Prähistorische Pfahlbauten um die Alpen» |
| ja   | Datei hochladen · Wikidata zu Ehemaliges reformiertes Pfarrhaus (Q29932635) | Ehemaliges reformiertes Pfarrhaus KGS-Nr.: 12561                            | B    | G   | Im Städtli 20 693453 / 246715 |                                                                     |
| BW   | Datei hochladen · Wikidata zu Seeufersiedlung (Q29932637)                   | Starkstromkabel, neolithisch-bronzezeitliche Seeufersiedlung KGS-Nr.: 12562 | B    | F   | 692836 / 247225               |                                                                     |
| BW   | Datei hochladen · Wikidata zu Seeufersiedlung Fluren (Q29932641)            | Furen, neolithisch-bronzezeitliche Seeufersiedlung KGS-Nr.: 12563           | B    | F   | 693051 / 247050               |                                                                     |
| BW   | Datei hochladen · Wikidata zu Seeufersiedlung Böschen (Q29932640)           | Böschen, bronzezeitliche Seeufersiedlung KGS-Nr.: 12564                     | B    | F   | 692751 / 247370               |                                                                     |

## Übrige Baudenkmäler
| ID       | Foto |                 | Objekt                                   | Kat.    | Typ | Standort                         | Beschreibung |
| -------- | ---- | --------------- | ---------------------------------------- | ------- | --- | -------------------------------- | ------------ |
| 19400028 | ja   | Datei hochladen | Ehemaliges Doppelbauernhaus              | C       | G   | Im Hof 2 693754 / 246681         |              |
| 19400060 | ja   | Datei hochladen | Gasthof Krone                            | C       | G   | Schlossstrasse 4 693469 / 246815 |              |
| 19400062 | ja   | Datei hochladen | Ehemaliges Färbereigebäude               | C       | G   | Im Städtli 9/11 693479 / 246763  |              |
| 19400065 | ja   | Datei hochladen | Färberei Limi, Versammlungsgebäude       | B reg.  | G   | Im Städtli 7 693498 / 246760     |              |
| 19400072 | ja   | Datei hochladen | Wohnhaus                                 | C       | G   | Im Städtli 17 693486 / 246723    |              |
| 19400074 | ja   | Datei hochladen | Landschreiberei Greifenstein             | B kant. | G   | Im Städtli 10 693475 / 246680    |              |
| 19400077 | ja   | Datei hochladen | Färberei / Alte Post, Wohnhaus mit Laden | B reg.  | G   | Im Städtli 16/18 693461 / 246696 |              |
| 19400078 | ja   | Datei hochladen | Färberei / Alte Post, Wohnhaus           | B reg.  | G   | Im Städtli 14 693452 / 246687    |              |
| 19400081 | ja   | Datei hochladen | Ehemalige Schlossscheune / Landberghaus  | B kant. | G   | Im Städtli 22 693442 / 246727    |              |
| 19400090 | ja   | Datei hochladen | Doktor- oder Bollierhaus, Wohnhaus       | C       | G   | Breitistrasse 1 693425 / 246877  |              |
| 19400104 | ja   | Datei hochladen | Ehemaliges Schulhaus                     | C       | G   | Im Städtli 2 693537 / 246712     |              |

Legende: Im Wesentlichen siehe Legende der Liste der Kulturgüter von nationaler und regionaler Bedeutung, mit folgenden Ausnahmen:
- Anstelle der KGS-Nummer wird als Objekt-Identifikator (ID) die Inventarnummer im Verzeichnis der Objekte von überkommunaler Bedeutung des kantonalen Denkmalschutzamtes verwendet.
- Bei den Kategorien wird wie folgt unterschieden: B kant. = Objekt von kantonaler Bedeutung (Kanton Zürich); B reg. = Objekt von regionaler Bedeutung (Kanton Zürich).